# Іст-Конмо (Пенсільванія)
Іст-Конмо (англ. East Conemaugh) — місто (англ. borough) в США, в окрузі Кембрія штату Пенсільванія. Населення — 1082 особи (2020).

## Географія
Іст-Конмо розташований за координатами 40°20′51″ пн. ш. 78°53′10″ зх. д. / 40.34750° пн. ш. 78.88611° зх. д. (40.347630, -78.886072).  За даними Бюро перепису населення США в 2010 році місто мало площу 0,72 км², з яких 0,70 км² — суходіл та 0,02 км² — водойми.

## Демографія
Згідно з переписом 2010 року, у селищі мешкало 1220 осіб у 531 домогосподарстві у складі 331 родини. Густота населення становила 1701 особа/км².  Було 659 помешкань (919/км²).
Расовий склад населення:
| - 94,2 % — білих - 4,3 % — чорних або афроамериканців - 0,2 % — корінних американців |

До двох чи більше рас належало 0,9 %. Частка іспаномовних становила 1,8 % від усіх жителів.
За віковим діапазоном населення розподілялося таким чином: 22,1 % — особи молодші 18 років, 60,4 % — особи у віці 18—64 років, 17,5 % — особи у віці 65 років та старші. Медіана віку мешканця становила 41,0 року. На 100 осіб жіночої статі у селищі припадало 91,5 чоловіків;  на 100 жінок у віці від 18 років та старших — 89,2 чоловіків також старших 18 років.
Середній дохід на одне домашнє господарство  становив 48 280 доларів США (медіана — 33 068), а середній дохід на одну сім'ю — 57 154 долари (медіана — 37 750). Медіана доходів становила 35 833 долари для чоловіків та 24 167 доларів для жінок. За межею бідності перебувало 19,8 % осіб, у тому числі 31,5 % дітей у віці до 18 років та 2,4 % осіб у віці 65 років та старших.
Цивільне працевлаштоване населення становило 454 особи. Основні галузі зайнятості: освіта, охорона здоров'я та соціальна допомога — 22,7 %, виробництво — 13,0 %, науковці, спеціалісти, менеджери — 12,8 %.